# Benoît Lemaire
Benoît Lemaire, né à Saint-Bonaventure le 16 octobre 1929 et mort le 16 février 2014 à Drummondville, était philosophe et abbé. 

## Biographie
Prêtre depuis 1955, il s'est consacré à l'enseignement pendant plus de quarante ans, d'abord à l'externat classique puis au Cégep de Drummondville. Il fut licencié en psychopédagogie, en théologie et en philosophie, il étudia à l'Institut catholique de Paris et il fut docteur en philosophie de l'Université de Montréal.
Ses recherches principales portent sur le philosophe Gustave Thibon, dont il a été le correspondant et l'ami ; elles l'ont conduit à obtenir un doctorat et font de lui une référence incontournable sur la pensée thibonienne. Aristote, Thomas d'Aquin, René Dubos, Hannah Arendt, Gabriel Marcel et Simone Weil sont, avec Thibon, les auteurs qu'il a le plus étudiés et le plus commentés.
En plus de s'impliquer activement au sein de sa communauté, notamment comme conseiller spirituel, Benoît Lemaire a été membre des associations suivantes : Association de philosophie de langue française, Association internationale de philosophie médiévale, Association pour l'étude de la pensée de Simone Weil et Association présence de Gabriel Marcel.
Il a collaboré à plusieurs publications et revues, parmi lesquelles Critère, Communauté chrétienne, Bulletin du Cercle Gabriel Marcel, Appoint, Les cahiers de l'Agora et La vie est belle!. 
Par ailleurs, Lemaire a été l'auteur et l'animateur d'une série d'émissions à la radio et de trois séries télévisées : l'une comprend 24 émissions radiophoniques sur Gustave Thibon (CFCQ-FM, 1978) ; l'une est constituée de 13 épisodes télévisés sur Les Béatitudes (Cogeco, 1988) ; l'une consiste en 13 émissions sur Les grandes religions et les sectes (Cogeco, 1991) ; l'une enfin s'intitule Découvrir un sens à sa vie et comprend 10 épisodes (Cogeco, 1999).

## Contributions principales
- L'espérance sans illusions. L'espérance chrétienne dans la perspective de Gustave Thibon, Préface de Gustave Thibon, Montréal/Paris, Éditions Paulines/Apostolat des Éditions, 1980. — Compte-rendu en ligne
- Gustave Thibon. Introduction et choix de textes par l'abbé Benoît Lemaire, Montréal, Éditions Fides, 2004.
- Grégoire de Nysse, Introduction et textes choisis, Montréal, Éditions Fides, 2000.
- François de Sales, Introduction et textes choisis, Montréal, Éditions Fides, 1998.
- Une épopée scolaire, avec François Marquis, Montréal, Marquis d'éditeur, 2000.
- Sexualité et amour, Drummondville, Les Presses du Collège de Drummondville, 1989.
- Saint-Bonaventure, 1867-1992, Sherbrooke, Louis Bilodeau et Fils Ltée, 1991.
- L'espérance dans l'œuvre de Gustave Thibon, Montréal, Université de Montréal, 1976.
- Pour une morale du bonheur, Drummondville, Externat classique Saint-Raphaël, 1966.
- La morale du bonheur, la problématique de saint Thomas et les discussions actuelles, Montréal, Université de Montréal, 1967.
- "La liberté au centre du conflit entre l'esprit et la vie", dans De la philosophie comme passion de la liberté - Hommage à Alexis Klimov, Québec, Beffroi, 1984, pp. 283-305.
- Collab. à "Crise et leadership", Montréal, Éditions du Boréal Express, 1983.
- Collab. à De la philosophie comme passion de la liberté, Québec, Beffroi, 1984.